# NGC 4298
NGC 4298 (другие обозначения — UGC 7412, IRAS12190+1452, MCG 3-32-7, VCC 483, ZWG 99.24, KCPG 332A, PGC 39950) — спиральная галактика (Sc) в созвездии Волосы Вероники.
Этот объект входит в число перечисленных в оригинальной редакции «Нового общего каталога».
Состоит в паре с NGC 4302, галактики могут слабо взаимодействовать. 